# Molignée
De Molignée is een linkerzijrivier van de Maas met een lengte van 22 kilometer. De rivier ontspringt te Stave in de provincie Namen en mondt bij Anhée in de Maas uit.
Het dal van de Molignée is landschappelijk aantrekkelijk en herbergt een aantal kastelen en abdijen.